# 大瓦吉
大瓦吉，是匈牙利巴兰尼亚州所辖的一个村。总面积12.67平方公里，总人口352，人口密度27.8人/平方公里（2011年1月1日）。